# Anna Puławska
Anna Puławska (* 7. Februar 1996 in Mrągowo) ist eine polnische Kanutin.

## Erfolge
Anna Puławska erzielte ihre ersten internationalen Erfolge bei den Europameisterschaften 2017 in Plowdiw, bei denen sie über 500 Meter im Zweier-Kajak mit Beata Mikołajczyk Bronze und im Vierer-Kajak Silber gewann. Ein Jahr später belegte sie mit dem Vierer-Kajak bei den Weltmeisterschaften in Montemor-o-Velho ebenso den dritten Platz wie im Einer-Kajak bei den Europameisterschaften in Belgrad. 2019 gewann Puławska bei den Weltmeisterschaften in Szeged im Zweier-Kajak auf der 500-Meter-Distanz mit Karolina Naja die Silbermedaille. Mit dem Vierer-Kajak wiederholte sie über 500 Meter den dritten Platz aus dem Vorjahr. Puławska vertrat Polen 2019 außerdem bei den Europaspielen in Minsk, wo sie sich ebenfalls mit dem Vierer-Kajak die Bronzemedaille auf der 500-Meter-Strecke sicherte. 2021 wurde sie in Posen  mit Karolina Naja im Zweier-Kajak über 500 Meter Vizeweltmeisterin. 
Bei den 2021 ausgetragenen Olympischen Spielen 2020 in Tokio ging Puławska in zwei Wettbewerben an den Start. Im Wettkampf im Zweier-Kajak bildete sie wie schon bei den Europameisterschaften mit Karolina Naja ein Team und zog mit ihr nach einem Sieg in den Vorläufen und einem vierten Platz in ihrem Halbfinallauf in den Endlauf ein. Das Finale schlossen sie in 1:36,753 Minuten hinter den siegreichen Lisa Carrington und Caitlin Regal aus Neuseeland und vor den Ungarinnen Danuta Kozák und Dóra Bodonyi als Zweite ab und erhielten die Silbermedaille. Ebenfalls erfolgreich verlief für Puławska der Wettkampf im Vierer-Kajak auf der 500-Meter-Strecke, den sie mit Karolina Naja, Helena Wiśniewska und Justyna Iskrzycka bestritt. Dank zweier Siege in den Vorläufen zogen sie in den Endlauf ein. Mit einer Rennzeit von 1:36,445 Minuten belegten die Polinnen im Finale hinter der neuseeländischen Mannschaft und den belarussischen Kanutinnen den dritten Platz und gewannen somit die Bronzemedaille. 2022 in Dartmouth wurde Puławska sowohl mit Karolina Naja im Zweier-Kajak über 500 Meter als auch mit dem Vierer-Kajak auf der 500-Meter-Strecke Weltmeisterin. Bei den Weltmeisterschaften 2023 in Duisburg sicherte sie sich mit dem Vierer-Kajak über 500 Meter die Silbermedaille.
Für ihren Medaillengewinn bei den Olympischen Spielen erhielt Puławska am 31. August 2021 das Ritterkreuz des Orden Polonia Restituta.